# Rezanje plazmom
Rezanje plazmom ili plazma rezanje je tehnološki proces koji se koristi za rezanje čelika i ostalih metala koristeći plazma plamenik. Inertni plin (ponekad stlačeni zrak) se potiskuje velikom brzinom kroz mlaznicu, dok u isto vrijeme se uspostavlja električni luk kroz plin do radnog komada, pretvarajući jedan dio plina u plazmu. Plazma je dovoljno topla da se metal poreže i da se otopljeni metal otpuše s reza.
Plazma rezanje je dopuna plinskom rezanju koje je prevladavajuće kao tehnika rezanja. Kada govorimo o plazma rezanju moramo naglasiti da je ono gotovo nezamjenjivo u rezanju nehrđajućih čelika, aluminija i aluminijskih legura, bakra i bakrenih legura odnosno svih električki vodljivih materijala. Plazma je četvrto agregatno stanje, to je električki provodljiv, disociran i visokoioniziran plin. Broj pozitivnih i negativnih naboja je jednak pa je plazma kao cjelina električki neutralna.

## Povijesne činjenice
Rezanje plazmom je započelo 1950-tih godina, da bi se od 1957. počeo primjenjivati takozvani suhi postupak. Koristio je vrlo skupe mješavine argona i vodika, koje su prolazile pokraj volframove elektrode, i kroz sapnicu bi se plin sabijao. Volframova elektroda je bila negativna katoda, a radni komad je bio pozitivna anoda. Pištolj za rezanje se morao postaviti što je moguće bliže radnom predmetu. Nedostatak je bila pojava nakošenja i zaobljenja rubova reza, zbog rasipanja toplinske energije na vrhu električnog luka. Obično su se rezali limovi do 50 mm.
Od 1962. se počeo primjenjivati luk plazme s dualnim tokom. Kod ovog tipa rezanja, dodan je sekundarni plin oko sapnice s plazmom. Sekundarni plin je pokrivao zonu rezanja i poboljšavao kvalitetu i brzinu rezanja, a također i hladio je sapnicu i keramičku zaštitu. Obično se za rezanje koristio dušik, a sekundarni plin je ovisio o materijalu koji se reže, recimo kisik za meke čelike, ugljični dioksid za nehrđajuće čelike, te argon/vodik za aluminij. Brzina rezanja je bila bolja za meke čelike, ali ne i za nehrđajuće čelike i aluminij. Ni kvaliteta reza nije bila zadovoljavajuća za sve primjene. 
Od 1965. se uveo postupak plazma rezanja zrakom. Kisik iz zraka osiguravao je dodatnu energiju egzotermnom reakcijom s rastaljenim čelikom, što je rezultiralo povećanjem brzine rezanja do 25 % u odnosu na plazma rezanje dušikom. Ovaj se postupak mogao koristiti za rezanje nehrđajućih čelika i aluminija, ali zbog jake oksidacije površine rezanja bio je neprihvatljiv za mnoge primjene. Od ostalih nedostataka možemo navesti i brza erozija elektrode (čak i kod elektroda od specijalnih materijala kao što su cirkonij, hafnij i njegove legure). Vijek elektrode kod rezanja zrakom znatno je kraći nego kod konvencionalnog postupka. 
Od 1965. se započelo također rezanje plazmom s vodenom zaštitom, koja je slična tehnici s dualnim tokom, ali se umjesto zaštitnog plina koristila voda. Izgled reza i vijek sapnice su poboljšani zbog učinka hlađenja vodom. 
Od 1968. započinje rezanje plazmom s ubrizgavanjem vode. U ovom postupku koristi se jedan jedini plin a to je dušik za rezanje svih metala, kvaliteta reza je dakle podjednaka na svim metalima, te je stoga postupak isplativ i lakši za upotrebu. Ovaj postupak je sasvim isključio postupak s dualnim lukom iz razloga što su zaštitna svojstva sloja vodene pare, omogućila inovaciju kojom je cijeli donji dio sapnice bio izveden od keramike. Nadalje, vijek sapnice je produljen zbog mogućnosti hlađenja i zaštite na mjestu maksimalnog suženja i maksimalne topline luka.
Od 1977. se razvilo rezanje plazmom ispod vode, koje koristi velike snage s jačinom struje iznad 100 A, pa je postalo vrlo popularno. Radni komad se potopi pod vodu na dubinu od 50 do 75 mm, te se onda vrši rezanje. Prednost je što je smanjena buka, uklonjeno je stvaranje dima i bljesak električnog luka je značajno smanjen. Nedostatak je smanjenje brzine rezanja, nemogućnost ocjene kvalitete rezanja po zvuku plazme, te razlaganje vode na vodik i kisik. Kisik teži da se spaja s rastaljenim metalom (osim kod aluminija i lakih metala), te se stvaraju metalni oksidi. Vodik ostaje u vodi, te se voda mora stalno miješati, da ne dođe do nakupljanja vodika i malih eksplozija u dodiru s plazmom. 
Od 1983. primjenjuje se plazma rezanje kisikom. Kod ovog postupka visoka temperatura na vrhu sapnice i djelovanje čistog kisika dovodilo je do vrlo brzog uništenja elektrode. Rješenje ovog problema nađeno je uvođenjem elektroda od cirkonija i hafnija, te konstrukcijskim poboljšanjem glave za rezanje. Ovim rješenjem omogućena je primjena kisika kao plazma plina za rezanje bez šljake i povećanje brzine do 30 % za rad pri nižoj struji, te dobivanje glatkih i pravilnih rubova reza. Ovim postupkom dakle dobivamo zadovoljavajuću kvalitetu reza, a skupi postupci uklanjanja šljake (kod rezanja dušikom) u ovom postupku s kisikom su potpuno uklonjeni.
Od 1985. postoji i postupak rezanje plazmom s ubrizgavanjem kisika. Za rezanje se koristi dušik, a kisik se ubrizgava na izlazu iz sapnice. U odnosu na prethodno navedenu metodu rezanja ovom metodom zaobiđen je problem s vijekom elektrode, na način da se koristi dušik kao plazma plin a kisik se ubrizgava na izlazu iz sapnice. Ovaj se postupak isključivo koristi za rezanje mekih čelika i brzina rezanja je nešto veća, a neki od nedostataka su: nepravilan oblik reza i ograničenost primjene. Razlog razvoja ovog postupka bio je povećana primjena Cr-Ni čelika i aluminijskih legura koje se nisu mogle rezati uobičajenim plinskim postupkom rezanja. Daljnji razvoj ovog postupka išao je u smjeru razvoja postupa plazma zavarivanja, naštrcavanja i odvajanja. 
Suvremena oprema koristi plazma rezanje s povećanim suženjem plazmenog luka (eng. HiFocus ili FineFocus) ili precizno plazma rezanje. Spada u najmoderniju opremu za plazma rezanje, poboljšana kvaliteta reza je rezultat povećanog suženja luka odnosno povećanja gustoće luka, pri manjim brzinama. Tehnologijom precizno plazma rezanja dobiva se rez veoma visoke kvalitete, posebice kod rezanja tankih materijala (do 12 mm) pri manjim brzinama. Nakon ovog rezanja nije potrebna naknadna obrada jer se dobiva približno okomita površina reza već za debljine od 0,8 mm do 8 mm. Precizno plazma rezanje se odlikuje visokom kvalitetom reza, preciznošću, produženim vijekom trajanja potrošnog materijala (sapnica), njime se može održati tolerancija radnog komada ± 0,2 mm.

### Slike
|                                                      |                                                       |                                          |
| Skica postupka rezanja plazmom s ubrizgavanjem vode. | Skica postupka plazma rezanja s ubrizgavanjem kisika. | Skica postupka preciznog plazma rezanja. |

## Način rada
Mlaz plazme se dobiva tlačenjem određenog plina kroz električni luk. Električni luk se uspostavlja između negativno nabijene volframove elektrode i radnog komada (ili sapnice pištolja) koji je pozitivno nabijen. Zrak se često koristi kao plazmeni plin, budući je lako dostupan. Kvaliteta reza je prihvatljiva za većinu materijala, iako kod ugljičnih čelika može doći do pojave nitracije. Ako se za plazmeni plin koristi mješavina argona i vodika, onda se dobiva izuzetna kvaliteta površine reza. 
Plazma je izuzetno topla i može dostići do 25 000 ºC. Ručno rezanje plazme može rezati do 50 mm debele limove, a CNC rezači plazme i do 150 mm. Vrlo dobre rezultate daje za zakrivljene oblike rezanja.
Iako rezanje plazmom daje dobre rezultate, jos veće debljine limova možemo rezati s laserom i mlazom vode pod velikim pritiskom. 

## Zaštita na radu
Kod rada s plazmom potrebno je imati zavarivačke naočale, da nebi došlo do oštećenja očiju (upala rožnice i opekotine na mrežnici oka).

## Poveznice
- Rezanje vodenim mlazom
- Rezanje laserom

## Vanjske poveznice
- Plasma arc cutting